# Corso Giuseppe Garibaldi (Forlì)
Il corso Giuseppe Garibaldi è parte dell'antico tracciato della Via Emilia all'interno della città di Forlì. Dall'attuale centro cittadino, piazza Aurelio Saffi arriva alla porta Schiavonia, costituendo quindi la parte di via Emilia verso ovest, cioè verso Faenza e Bologna. È il più lungo dei "corsi" cittadini.
L'arteria attraversa la zona più antica della città, di fondazione romana. È quindi la strada più antica della città, attorno alla quale Forlì ha cominciato a svilupparsi. Notevoli palazzi signorili vi si sono conservati fino a oggi.
Il nome "Schiavonia", ampliato tuttora all'intero rione (il borgo Schiavonia), deriva dal ricordo degli schiavi forlivesi deportati in Spagna dal barbaro Alarico e liberati dal vescovo san Mercuriale. A ricordo dell'epopea risorgimentale, su proposta dell'onorevole forlivese Tito Pasqui, il corso fu poi dedicato a Giuseppe Garibaldi.

## Punti di interesse
- La chiesa di San Francesco.
- Il Monte di Pietà (cinquecentesco).
- Il palazzo Albicini.
- Il palazzo Gaddi che ospita il museo del Risorgimento e il museo Romagnolo del Teatro.
- Il palazzo Reggiani.
- Il palazzo Sangiorgi.
- Il palazzo Guarini-Canestri-Torricelli.
- Il palazzo Manzoni.
- Il palazzo Tartagni Marvelli.
- Il palazzo Albertini.

- All'altezza di piazza Melozzo, in corrispondenza della chiesa, già cattedrale, della Santissima Trinità - dove sono conservati, oltre all'antica cattedra di San Mercuriale, i resti del pittore forlivese -, sono state trovate le testimonianze del centro romano: lì sorgeva l'incrocio fra cardum e decumanum maximum. Vi si trovano anche i resti del ponte dei Morattini, protetto da una vetrata lungo la strada.
- Quasi alla fine del corso, in una piazzetta a cui si arriva prendendo una via laterale, la Chiesa di Santa Maria in Laterano in Schiavonia si segnala, tra l'altro, per una bella opera di Guercino: San Francesco che riceve le Stimmate.
- Al termine del corso si arriva alla porta Schiavonia, unico dei quattro ingressi rimasti in piedi: le altre barriere, insieme alle mura medievali, sono state demolite nel 1905 per permettere lo sviluppo della rete stradale e la costruzione dei viali di circonvallazione del centro storico; l'aspetto attuale della porta risale al Settecento.